# 날개이끼과
날개이끼과(Plagiochilaceae)는 망울이끼목에 속하는 우산이끼류과의 하나이다. 주로 열대 기후 지역에 자생하며, 약 500~1300여 종을 포함하고 있다. 온대와 극지방에서도 분포하고 있다.

## 하위 속
- Acrochila
- Chiastocaulon
- Dinckleria
- Pedinophyllopsis
- Pedinophyllum
- Plagiochila
- Plagiochilidium
- Plagiochilion
- Xenochila